# Miami Masters

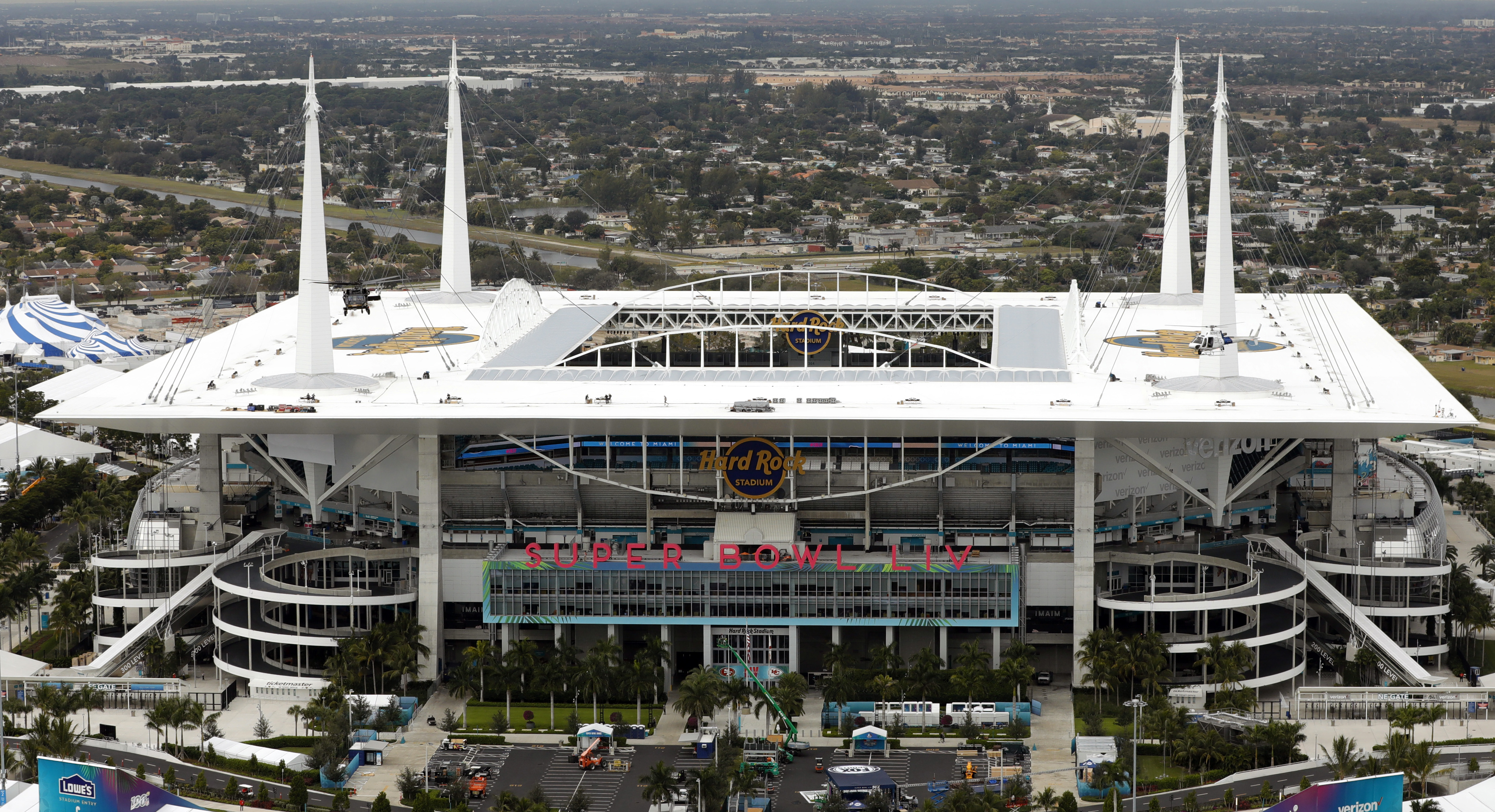
Seit 2019 wird das Turnier im Hard Rock Stadium ausgetragen.

Das Miami Masters (offiziell Miami Open presented by Itaú), auch bekannt als Miami Open, ist ein Herren-Tennisturnier, das meist im März oder April im Anschluss an das Indian Wells Masters im Freien auf Hartplatz ausgetragen wird. Genau wie in Indian Wells hat das Turnier ein 96er-Hauptfeld und dauert länger als eine Woche – beides lange Zeit einzigartig auf der ATP Tour – ab 2023 wurden sukzessive weitere Masters vergrößert. Der Gewinn beider Turniere wird auch als Sunshine Double bezeichnet. Es ist das zweite von neun Turnieren der Masters Series im Kalenderjahr.
Austragungsort ist seit 2019 das Hard Rock Stadium, Heimstadion der Miami Dolphins, in Miami Gardens, in der Nähe der Großstadt Miami.

## Geschichte
Das Turnier wurde von Earl Buchholz konzipiert, der Anfang der 1980er Jahre Geschäftsführer der ATP war. Gedacht war es ursprünglich als erstes Grand-Slam-Turnier des Jahres (die Australian Open wurden erst ab 1987 im Januar ausgetragen). Es wurde als „Winter-Wimbledon“ angepriesen und sollte das fünfte Grand-Slam-Turnier werden; Buchholz bot an, den Spielern Preisgelder auszuschütten und Teile der Ticketverkäufe an die Tennisverbände der ATP und WTA weiterzugeben, woraufhin letztere einwilligten und mit Buchholz einen Vertrag über 15 Jahre abschlossen. Seit Beginn wurden die Damen- und Herrenturniere gleichzeitig gespielt.
Die erste Ausgabe 1985 fand im Laver International Tennis Resort in Delray Beach statt. Die Anlage gehörte einem Cousin von Rod Laver. 1986 zog das Turnier für ein Jahr nach Boca West. Mit dem Umzug 1987 auf die Insel Key Biscayne in der Nähe von Miami wurde eine Langzeitlösung für das Turnier gefunden. Hier wurde im Tennis Center at Crandon Park gespielt. Seit Gründung der ATP Tour 1990 ist das Miami Masters Teil der höchsten Turnierkategorie, der Masters-Serie. 1999 verkaufte Buchholz das Turnier an IMG. Mit der Aufstockung des Feldes auf 96 Spieler 2004 auch in Indian Wells wurden die Turniere zusammen als Sunshine-Double bezeichnet.
In den 2000er-Jahren wurde die Kritik am veralteten Crandon Park lauter, der als einer der langsamsten Hartplätze der Tour galt, wodurch die Spieler bei großer Hitze oft sehr lange Ballwechsel spielen mussten. Die Anlage wurde 1992 von der Matheson-Familie an den Miami-Dade County mit der Auflage gespendet, dass dort keine Modernisierungen stattfinden dürfen. Trotz mehrere Versuche seitens der Turnierverantwortlichen sich mit der Familie finanziell zu einigen, musste man schließlich einen Umzug des Turniers in Betracht ziehen. 2019 fand dann die erste Ausgabe im Hard Rock Stadium in Miami Gardens statt.
Im Stadion wird für das Turnier ein temporärer Center Court mit 14.000 Plätzen angelegt. Um das Hard Rock Stadium wurde eine komplette Tennisanlage mit 30 Plätzen, 29 davon fest installiert, gebaut.
Die zweite Austragung am neuen Austragungsort fand wegen der COVID-19-Pandemie 2020 nicht statt.

## Siegerliste
Die Rekordsieger sind mit je sechs Titeln Andre Agassi und Novak Đoković. Im Doppel waren Bob und Mike Bryan ebenfalls sechsmal erfolgreich. Đoković schaffte es viermal (2011, 2014–2016) das Sunshine Double zu gewinnen.

### Einzel
| Jahr | Sieger                               | Finalgegner                          | Ergebnis                             |
| ---- | ------------------------------------ | ------------------------------------ | ------------------------------------ |
| 2025 | Jakub Menšík                         | Novak Đoković                        | 7:64, 7:64                           |
| 2024 | Jannik Sinner                        | Grigor Dimitrow                      | 6:3, 6:1                             |
| 2023 | Daniil Medwedew                      | Jannik Sinner                        | 7:5, 6:3                             |
| 2022 | Carlos Alcaraz                       | Casper Ruud                          | 7:5, 6:4                             |
| 2021 | Hubert Hurkacz                       | Jannik Sinner                        | 7:64, 6:4                            |
| 2020 | wegen der COVID-19-Pandemie abgesagt | wegen der COVID-19-Pandemie abgesagt | wegen der COVID-19-Pandemie abgesagt |
| 2019 | Roger Federer (4)                    | John Isner                           | 6:1, 6:4                             |
| 2018 | John Isner                           | Alexander Zverev                     | 6:74, 6:4, 6:4                       |
| 2017 | Roger Federer (3)                    | Rafael Nadal                         | 6:3, 6:4                             |
| 2016 | Novak Đoković (6)                    | Kei Nishikori                        | 6:3, 6:3                             |
| 2015 | Novak Đoković (5)                    | Andy Murray                          | 7:63, 4:6, 6:0                       |
| 2014 | Novak Đoković (4)                    | Rafael Nadal                         | 6:3, 6:3                             |
| 2013 | Andy Murray (2)                      | David Ferrer                         | 2:6, 6:4, 7:61                       |
| 2012 | Novak Đoković (3)                    | Andy Murray                          | 6:1, 7:64                            |
| 2011 | Novak Đoković (2)                    | Rafael Nadal                         | 4:6, 6:3, 7:64                       |
| 2010 | Andy Roddick (2)                     | Tomáš Berdych                        | 7:5, 6:4                             |
| 2009 | Andy Murray (1)                      | Novak Đoković                        | 6:2, 7:5                             |
| 2008 | Nikolai Dawydenko                    | Rafael Nadal                         | 6:4, 6:2                             |
| 2007 | Novak Đoković (1)                    | Guillermo Cañas                      | 6:3, 6:2, 6:4                        |
| 2006 | Roger Federer (2)                    | Ivan Ljubičić                        | 7:65, 7:64, 7:66                     |
| 2005 | Roger Federer (1)                    | Rafael Nadal                         | 2:6, 6:74, 7:65, 6:3, 6:1            |
| 2004 | Andy Roddick (1)                     | Guillermo Coria                      | 6:72, 6:3, 6:1 aufgg.                |
| 2003 | Andre Agassi (6)                     | Carlos Moyá                          | 6:3, 6:3                             |
| 2002 | Andre Agassi (5)                     | Roger Federer                        | 6:3, 6:3, 3:6, 6:4                   |
| 2001 | Andre Agassi (4)                     | Jan-Michael Gambill                  | 7:64, 6:1, 6:0                       |
| 2000 | Pete Sampras (3)                     | Gustavo Kuerten                      | 6:1, 6:72, 7:65, 7:68                |
| 1999 | Richard Krajicek                     | Sébastien Grosjean                   | 4:6, 6:1, 6:2, 7:5                   |
| 1998 | Marcelo Ríos                         | Andre Agassi                         | 7:5, 6:3, 6:4                        |
| 1997 | Thomas Muster                        | Sergi Bruguera                       | 7:66, 6:3, 6:1                       |
| 1996 | Andre Agassi (3)                     | Goran Ivanišević                     | 3:0 aufgg.                           |
| 1995 | Andre Agassi (2)                     | Pete Sampras                         | 3:6, 6:2, 7:63                       |
| 1994 | Pete Sampras (2)                     | Andre Agassi                         | 5:7, 6:3, 6:3                        |
| 1993 | Pete Sampras (1)                     | MaliVai Washington                   | 6:3, 6:2                             |
| 1992 | Michael Chang                        | Alberto Mancini                      | 7:5, 7:5                             |
| 1991 | Jim Courier                          | David Wheaton                        | 4:6, 6:3, 6:4                        |
| 1990 | Andre Agassi (1)                     | Stefan Edberg                        | 6:1, 6:4, 0:6, 6:2                   |
| 1989 | Ivan Lendl (2)                       | Thomas Muster                        | kampflos                             |
| 1988 | Mats Wilander                        | Jimmy Connors                        | 6:4, 4:6, 6:4, 6:4                   |
| 1987 | Miloslav Mečíř                       | Ivan Lendl                           | 7:5, 6:2, 7:5                        |
| 1986 | Ivan Lendl (1)                       | Mats Wilander                        | 3:6, 6:1, 7:65, 6:4                  |
| 1985 | Tim Mayotte                          | Scott Davis                          | 4:6, 4:6, 6:3, 6:2, 6:4              |

### Doppel
| Jahr | Sieger                                     | Finalgegner                          | Ergebnis                             |
| ---- | ------------------------------------------ | ------------------------------------ | ------------------------------------ |
| 2025 | Marcelo Arévalo Mate Pavić (2)             | Julian Cash Lloyd Glasspool          | 7:63, 6:3                            |
| 2024 | Rohan Bopanna Matthew Ebden                | Ivan Dodig Austin Krajicek           | 6:73, 6:3, [10:6]                    |
| 2023 | Santiago González Édouard Roger-Vasselin   | Austin Krajicek Nicolas Mahut        | 7:64, 7:5                            |
| 2022 | Hubert Hurkacz John Isner                  | Wesley Koolhof Neal Skupski          | 7:65, 6:4                            |
| 2021 | Nikola Mektić Mate Pavić (1)               | Daniel Evans Neal Skupski            | 6:4, 6:4                             |
| 2020 | wegen der COVID-19-Pandemie abgesagt       | wegen der COVID-19-Pandemie abgesagt | wegen der COVID-19-Pandemie abgesagt |
| 2019 | Bob Bryan (6) Mike Bryan (6)               | Wesley Koolhof Stefanos Tsitsipas    | 7:5, 7:68                            |
| 2018 | Bob Bryan (5) Mike Bryan (5)               | Karen Chatschanow Andrei Rubljow     | 4:6, 7:65, [10:4]                    |
| 2017 | Łukasz Kubot Marcelo Melo                  | Nicholas Monroe Jack Sock            | 7:5, 6:3                             |
| 2016 | Pierre-Hugues Herbert Nicolas Mahut        | Raven Klaasen Rajeev Ram             | 5:7, 6:1, [10:7]                     |
| 2015 | Bob Bryan (4) Mike Bryan (4)               | Vasek Pospisil Jack Sock             | 3:6, 6:1, [10:8]                     |
| 2014 | Bob Bryan (3) Mike Bryan (3)               | Juan Sebastián Cabal Robert Farah    | 7:68, 6:4                            |
| 2013 | Aisam-ul-Haq Qureshi Jean-Julien Rojer     | Mariusz Fyrstenberg Marcin Matkowski | 6:4, 6:1                             |
| 2012 | Leander Paes (3) Radek Štěpánek            | Daniel Nestor Maks Mirny             | 3:6, 6:1, [10:8]                     |
| 2011 | Mahesh Bhupathi Leander Paes (2)           | Daniel Nestor Maks Mirny             | 6:75, 6:2, [10:5]                    |
| 2010 | Lukáš Dlouhý Leander Paes (1)              | Mahesh Bhupathi Maks Mirny           | 6:2, 7:5                             |
| 2009 | Maks Mirny (4) Andy Ram                    | Ashley Fisher Stephen Huss           | 6:74, 6:2, [10:7]                    |
| 2008 | Bob Bryan (2) Mike Bryan (2)               | Mahesh Bhupathi Mark Knowles         | 6:2, 6:2                             |
| 2007 | Bob Bryan (1) Mike Bryan (1)               | Martin Damm Leander Paes             | 6:77, 6:3, [10:7]                    |
| 2006 | Jonas Björkman (2) Maks Mirny (3)          | Bob Bryan Mike Bryan                 | 6:4, 6:4                             |
| 2005 | Jonas Björkman (1) Maks Mirny (2)          | Wayne Black Kevin Ullyett            | 6:1, 6:2                             |
| 2004 | Wayne Black Kevin Ullyett                  | Jonas Björkman Todd Woodbridge       | 6:2, 7:612                           |
| 2003 | Roger Federer Maks Mirny (1)               | Leander Paes David Rikl              | 7:5, 6:3                             |
| 2002 | Mark Knowles Daniel Nestor                 | Donald Johnson Jared Palmer          | 6:3, 3:6, 6:1                        |
| 2001 | Jiří Novák David Rikl                      | Jonas Björkman Todd Woodbridge       | 7:5, 7:63                            |
| 2000 | Todd Woodbridge (4) Mark Woodforde (4)     | Martin Damm Dominik Hrbatý           | 6:3, 6:4                             |
| 1999 | Wayne Black Sandon Stolle                  | Boris Becker Jan-Michael Gambill     | 6:1, 6:1                             |
| 1998 | Ellis Ferreira Rick Leach                  | Alex O’Brien Jonathan Stark          | 6:2, 6:4                             |
| 1997 | Todd Woodbridge (3) Mark Woodforde (3)     | Mark Knowles Daniel Nestor           | 7:66, 7:68                           |
| 1996 | Todd Woodbridge (2) Mark Woodforde (2)     | Ellis Ferreira Patrick Galbraith     | 6:1, 6:3                             |
| 1995 | Todd Woodbridge (1) Mark Woodforde (1)     | Jim Grabb Patrick McEnroe            | 6:3, 7:63                            |
| 1994 | Jacco Eltingh Paul Haarhuis                | Mark Knowles Jared Palmer            | 7:65, 7:64                           |
| 1993 | Richard Krajicek Jan Siemerink             | Patrick McEnroe Jonathan Stark       | 6:73, 6:4, 7:64                      |
| 1992 | Ken Flach Todd Witsken                     | Kent Kinnear Sven Salumaa            | 6:4, 6:3                             |
| 1991 | Wayne Ferreira Piet Norval                 | Ken Flach Robert Seguso              | 5:7, 7:63, 6:2                       |
| 1990 | Rick Leach Jim Pugh                        | Boris Becker Cássio Motta            | 6:4, 3:6, 6:3                        |
| 1989 | Jakob Hlasek Anders Järryd (2)             | Jim Grabb Patrick McEnroe            | 6:3 aufgg.                           |
| 1988 | John Fitzgerald Anders Järryd (1)          | Ken Flach Robert Seguso              | 7:67, 6:1, 7:5                       |
| 1987 | Paul Annacone (2) Christo van Rensburg (2) | Ken Flach Robert Seguso              | 6:2, 6:4, 6:4                        |
| 1986 | Brad Gilbert Vincent Van Patten            | Stefan Edberg Anders Järryd          | kampflos                             |
| 1985 | Paul Annacone (1) Christo van Rensburg (1) | Sherwood Stewart Kim Warwick         | 7:5, 7:5, 6:4                        |

## Sunshine Double
Das Sunshine Double ist eine Leistung im Tennis, die man erreicht, wenn man im selben Jahr die ATP-Turniere in Indian Wells und in Miami gewinnt.

### Einzel
| Platz | Spieler       | Titel | Jahr(e)                |
| ----- | ------------- | ----- | ---------------------- |
| 1     | Novak Đoković | 4     | 2011, 2014, 2015, 2016 |
| 2     | Roger Federer | 3     | 2005, 2006, 2017       |
| 3     | Jim Courier   | 1     | 1991                   |
| 3     | Michael Chang | 1     | 1992                   |
| 3     | Pete Sampras  | 1     | 1994                   |
| 3     | Marcelo Ríos  | 1     | 1998                   |
| 3     | Andre Agassi  | 1     | 2001                   |

### Doppel
| Platz | Paarung                             | Titel | Jahr |
| ----- | ----------------------------------- | ----- | ---- |
| 1     | Todd Woodbridge Mark Woodforde      | 1     | 1996 |
| 1     | Wayne Black Sandon Stolle           | 1     | 1999 |
| 1     | Mark Knowles Daniel Nestor          | 1     | 2002 |
| 1     | Bob Bryan Mike Bryan                | 1     | 2014 |
| 1     | Pierre-Hugues Herbert Nicolas Mahut | 1     | 2016 |
| 1     | Jakob Hlasek                        | 1     | 1989 |
| 1     | John Isner                          | 1     | 2022 |